# Roeselia melanosticta
Roeselia melanosticta är en fjärilsart som beskrevs av George Francis Hampson 1914. Roeselia melanosticta ingår i släktet Roeselia och familjen trågspinnare. Inga underarter finns listade.